# Leucauge caudata
Leucauge caudata este o specie de păianjeni din genul Leucauge, familia Tetragnathidae, descrisă de Hogg, 1914. Conform Catalogue of Life specia Leucauge caudata nu are subspecii cunoscute.